# Hertelendy József
Vitéz hertelendi és vindornyalaki Hertelendy József Boldizsár Ferenc (Vindornyalak, Zala vármegye, 1889. december 9. – Zalaegerszeg, 1933. június 27.), zalai szolgabíró, megyebizottsági tag, földbirtokos, tartalékos főhadnagy, virilista.

## Családja
A Zala vármegyei nemesi származású hertelendi és vindornyalaki Hertelendy család sarja. Apja idősebb Hertelendy József (1855–1907), Zala vármegye törvényhatósági bizottságának tagja, birtokos, anyja nemes Kučinić Elvira (1859–1955) asszony volt. Apai nagyszülei Hertelendy László (1817–1865), birtokos, és domaniczai Domaniczky Kornélia (1834–1901) voltak. Anyai nagyszülei lovag nemes dr. Kučinić Henrik (1821–1901), a császári és királyi 52.ik gyalogezred törzsorvosa, a Ferenc József-rend lovagja, és kéri Kovách Klára (1830–1914) asszony voltak. Apai dédszülei Hertelendy Imre (1794–1850), Zala vármegye főszolgabírája, földbirtokos, és nyírlaki Oszterhuber Magdolna (1797–1883) asszony voltak. Hertelendy Imréné Oszterhuber Magdolna szülei Oszterhueber Mihály (1768-1807), földbirtokos, és forintosházi Forintos Magdolna (1772-1850) voltak; Oszterhueber Mihályné Forintos Magdolna szülei pedig forintosházi Forintos Ádám (1733–1781), a szántói járás főszolgabírája, földbirtokos, és a lovászi és szentmargitai Sümeghy családból való nemes Sümeghy Judit (1746–1801) asszony voltak.  Forintos Ádámné Sümeghy Judit apai nagyszülei nemes Sümeghy Mihály (fl. 1716–1727), Zala vármegye főjegyzője, törökverő vitéz, földbirtokos és a nemesi származású Foky családból való Foky Judit (fl. 1700–1723) asszony voltak. Hertelendy József apai nagyapai ükapja Hertelendy György (1764-1831) zalai alispán, földbirtokos, aki Deák Ferencnek és testvéreinek a gyámja volt 1808-ban amikor árváságra jutottak. Idősebb Hertelendy József (1855–1907) fivére Hertelendy Andor (1857–1907), aki nagynénjüktől boronkai és nezetei Boronkay Károlyné domaniczai Domaniczky Klementina (1842–1902) asszonytól örökölte meg a Somogy vármegyei kutasi Hertelendy-kastély és a földbirtokot.

## Élete
Középiskoláit az ausztriai Kalksburgban, majd Kalocsán végezte 1908-ban. Ezek után, jogot tanult a pécsi jogakadémián. Önkéntesi esztendejét 1910 és 1911-ben szolgálta a császári királyi 5. lovastüzérosztálynál Komáromban. 1913-ban a jogakadémia elvégzése után, Zala vármegye szolgálatába lépett; ekkor egy éven át mint közigazgatási gyakornok működött. Utóbb szolgabíró Perlakon, Keszthelyen, Nagykanizsán és Pacsán. 1914-ben az első világháború őt is hadba szólította és mint tartalékos tüzérzászlós bevonult a szegedi 1. honvéd lovastüzér-osztályhoz. Ezután lebetegedett, és a rövid ideig tartó és műtétet igénylő betegsége után ismét felkötötte a kardot és 1918 novemberéig az első világháború frontján maradt. Mint tartalékos főhadnagy szerelt le a forradalom kitörésekor. Az összeomlás után a pacsai járás szolgabírája lett, hivatalt amelyet, 1920 januárjáig töltötte be. Azután visszavonult a pacsai birtokára és gazdálkodással foglalkozott. Zala vármegye nemesi pénztárának és a községi képviselő-testületnek virilis jogon tagja volt. Legközelebbi barátai között besenyői és velikei dr. Skublics Ödön (1876–1957), egerszegi főszolgabíró, boldogfai dr. Farkas Tibor (1883–1940), országgyűlési képviselő, valamint miskei és monostori dr. Thassy Kristóf (1887–1959), országgyűlési képviselő voltak.
Hertelendy József 1933. június 27-én a zalaegerszegi kórházban hunyt el; halála után dr. Skublics Ödön főszolgabíró a négy árva gyermekének a gyámja lett. Hertelendy Józsefné Szentmihályi Margit 1935-ben 302 kataszteri holdas földbirtokkal rendelkezett Pacsán.

## Házassága és leszármazottjai
Pacsán, 1919. március 29-én feleségül vette révfalusi Szentmihályi Margit Mária Hermina (Gyűrűs, Zala vármegye, 1894. május 19. – Toronto, Kanada, 1977. október 1.) kisasszonyt, akinek a szülei révfalusi Szentmihályi Dezső (1863–1935), pacsai földbirtokos, aki 1935-ben összesen 769 kataszteri holddal rendelkezett, és nagymányai Koller Ilona (1871–1934) asszony voltak. Az apai nagyszülei révfalusi Szentmihályi István (1828–1891), kúriai bíró, hites ügyvéd, és Majovszky Aranka (1837–?) voltak. Az anyai nagyszülei nagymányai Koller János, földbirtokos, és vizeki Tallián Gizella (1840–1936) voltak. A házasságkötésnél a násznagyok hertelendi és vindornyalaki Hertelendy László, csákányi birtokos, aki Hertelendy József elsőfokú unokatestvére, és vizeki Tallián Andor, osztopáni birtokos, voltak. Hertelendy József és Szentmihályi Margit házasságából született:
- Hertelendy Dezső József László (Pacsa, 1920. február 6. – Toronto, Kanada, 1996. június 1.), m. kir. huszárzászlós. Neje: Élő Ildikó.[14]
- Hertelendy József (Pacsa, 1922. április 23. – Toronto, Kanada, 2019. március 24.) máltai lovag.[15]
- Hertelendy Margit (Pacsa, 1925. március 26. – Budapest, 2021. szeptember 5.)[16] könyvtáros. Első férje: Birck Miklós (Budapest, 1922. szeptember 25. – Budapest, 2003. január 23.), mezőgazdasági mérnök,[17][18] akitől pár évvel később elvált. Második férje: gróf sárvár-felsővidéki gróf Széchenyi Zsigmond (1898–1967) vadász, utazó, író.
- Hertelendy Andor (Pacsa, 1927. május 25. – Zürich, Svájc, 2020. szeptember 20.).[19] Neje: szászi Szászy Mária (Budapest, 1934. december 28.).